# Plazidus I. Büchs

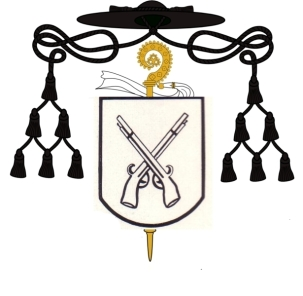
Das Wappen des Abtes Plazidus Büchs

Plazidus I. Büchs (bürgerlicher Name Martinus Büchs; * 21. November 1627 in Münnerstadt; † 1. Januar 1691 in Münsterschwarzach) war von 1672 bis 1691 Abt des Benediktinerklosters in Münsterschwarzach.

## Münsterschwarzach vor Büchs
Das halbe Jahrhundert vor dem Amtsantritt des Plazidus Büchs war in Münsterschwarzach, wie überall im Hochstift Würzburg, vom Dreißigjährigen Krieg geprägt. Abt Johannes VI. Martin rüstete das Kloster auf, indem er zwei Kanonen erwarb. Sein Nachfolger verschärfte dann ab 1628 die Situation noch weiter: Er bereicherte sich an den wenigen Klostergütern, die der Krieg und die gleichzeitig einsetzende Kleine Eiszeit verschont hatten.
Im Jahr 1631 musste der gesamte Konvent aus den Gebäuden fliehen. Die protestantischen Schweden besetzten Münsterschwarzach einige Jahre und richteten in den Gebäuden Quartierplätze ein. Nach der Rückkehr der Mönche begann der Wiederaufbau, der immer wieder vom Krieg unterbrochen wurde. Erst nach Kriegsende forcierten die Äbte Remigius Winckel und später Benedikt Weidenbusch die Restitution der Abtei. Weidenbusch begann auch die Wissenschaften im Kloster zu fördern.

## Leben

### Frühe Jahre
Plazidus I. Büchs wurde am 21. November 1627 als Martinus Büchs im unterfränkischen Münnerstadt geboren. Als sein Pate ist Martin Sennefeldt überliefert. Büchs’ Eltern hießen Petrus und Anna Büchs, sie waren angesehene Bürger in der Stadt. Plazidus Großvater Wilhelm Büchs hatte sogar das Ratsherrenamt in Münnerstadt inne. Auch der Bruder des späteren Abtes ist überliefert: Er hieß Michael Büchs und starb am 5. September 1651 ohne einen männlichen Nachkommen.
Über die Schulzeit des Plazidus Büchs ist nichts bekannt. Er tauchte erst wieder als Student in den Quellen auf. Hier widmete er sich dem Studium der Syntax. Seine geistliche Laufbahn begann im Jahr 1645, als Büchs in die Abtei Münsterschwarzach eintrat. Am 1. Januar 1647 legte er sein Gelübde ab, widmete sich dann allerdings wiederum zwei Jahre seinem Studium, welches nun im befreundeten Kloster Amorbach fortgesetzt wurde. Am 27. Februar 1649 wurde Büchs Subdiakon.
Innerhalb des Klosters übernahm der junge Mönch schnell wichtige Ämter. So ist er als Subprior im Jahr 1654 überliefert, bevor ihm die Pfarrstelle im Klosterdorf Stadelschwarzach übertragen wurde. Hier war er von 1654 bis 1658 seelsorgerisch tätig. Wieder zurück in der Abtei machte man ihn zum Cellerar, ein Amt, das er 1658 bis 1663 ausfüllte. Wiederum als Pfarrer betätigte sich Büchs von 1663 bis 1666 in Wiesentheid und von 1666 bis 1672 im Klosterort Sommerach.

### Als Abt
Als Abt Benedikt im Jahr 1672 starb, gehörte Büchs nicht zu den Favoriten des Bistums Würzburg. Der Bischof bevorzugte den Prior Ämilian Körner und drohte den Mönchen sogar mit Entzug ihrer Wahlfreiheit, sollten sie sich für einen anderen Kandidaten entscheiden. Vom 13. bis zum 15. September 1672 dauerte der Wahlvorgang und brachte, entgegen allen Erwartungen, Plazidus Büchs als Sieger hervor. Widerwillig nahm auch das Bistum den Wahlsieger an.
Am 11. Oktober 1672 wurde Büchs vom Würzburger Fürstbischof Johann Philipp von Schönborn konfirmiert, am 30. April 1673 schließlich auch benediziert. Erste Bewährungsprobe des Abtes waren die kaiserlichen Truppen, die im Winter 1676/1677 in den Klosterdörfern überwinterten. Am 18. Oktober 1677 brach auch noch ein Feuer in der Abtei aus, das die Wirtschaftsgebäude vernichtete. Büchs rettete unter Einsatz seines Lebens die meisten Wertsachen aus den brennenden Gebäuden.
Im Juni 1678 konnte Richtfest der neu errichteten Gebäude gefeiert werden. Als Baumeister hatte Büchs Simon Feiertag gewinnen können. Im selben Monat wurde der Abt auch zum Bamberger Consiliarius ernannt. Gleich nach dem Wiederaufbau festigte der Abt die wirtschaftlichen Grundlagen der Abtei. Hilfreich waren ihm hier die äußerst warmen Sommer, die einen Jahrhundertwein hervorbrachten, der gewinnbringend verkauft werden konnte.
Im Inneren des Klosters aber brodelte es: Die Ersetzung des Priors Benedikt Perckhammer durch den Abt Plazidus erzürnte den restlichen Konvent. Büchs versuchte den Konflikt durch die Einsetzung des späteren Abtes Augustin Voit beizulegen, konnte die Spaltung des Konvents aber nur aufschieben. Kurz vor seinem Tod brach der Streit innerhalb des Klosters erneut auf und sollte auch die Amtszeiten von Büchs Nachfolgern noch mitbestimmen.
Währenddessen ließ der Abt die repräsentativen Gebäude der Klosterdörfer erneuern, die im Dreißigjährigen Krieg zerstört worden waren. 1688 wurden die Zehnthöfe in Nordheim am Main und Sommerach ausgebaut, im gleichen Jahr folgte die Kirche in Düllstadt, die nun mit Statuen und Heiligenbildern ausgestattet wurde. Außerdem errichtete Büchs eine Zehntscheune in Neuses am Berg. Im Jahr 1690 begann auch die Erneuerung des Klosterkreuzgangs der Abtei.
Zu diesem Zeitpunkt befand sich der Abt, vom 12. Juni bis zum 7. August, zur Kur in Nordheim. Die Gicht machte Büchs so schwer zu schaffen, das er bald darauf um einen Koadjutor bat. Am 1. Januar 1691 nachts zwischen 12 und 1 Uhr starb Büchs in den Armen des Infirmars Gottfried Hollbusch. Er wurde am 4. Januar 1691 im Kloster beigesetzt. Sein Nachfolger ließ für ihn ein Epitaph anfertigen, der Büchs in seinen Abtgewändern zeigt.

## Wappen

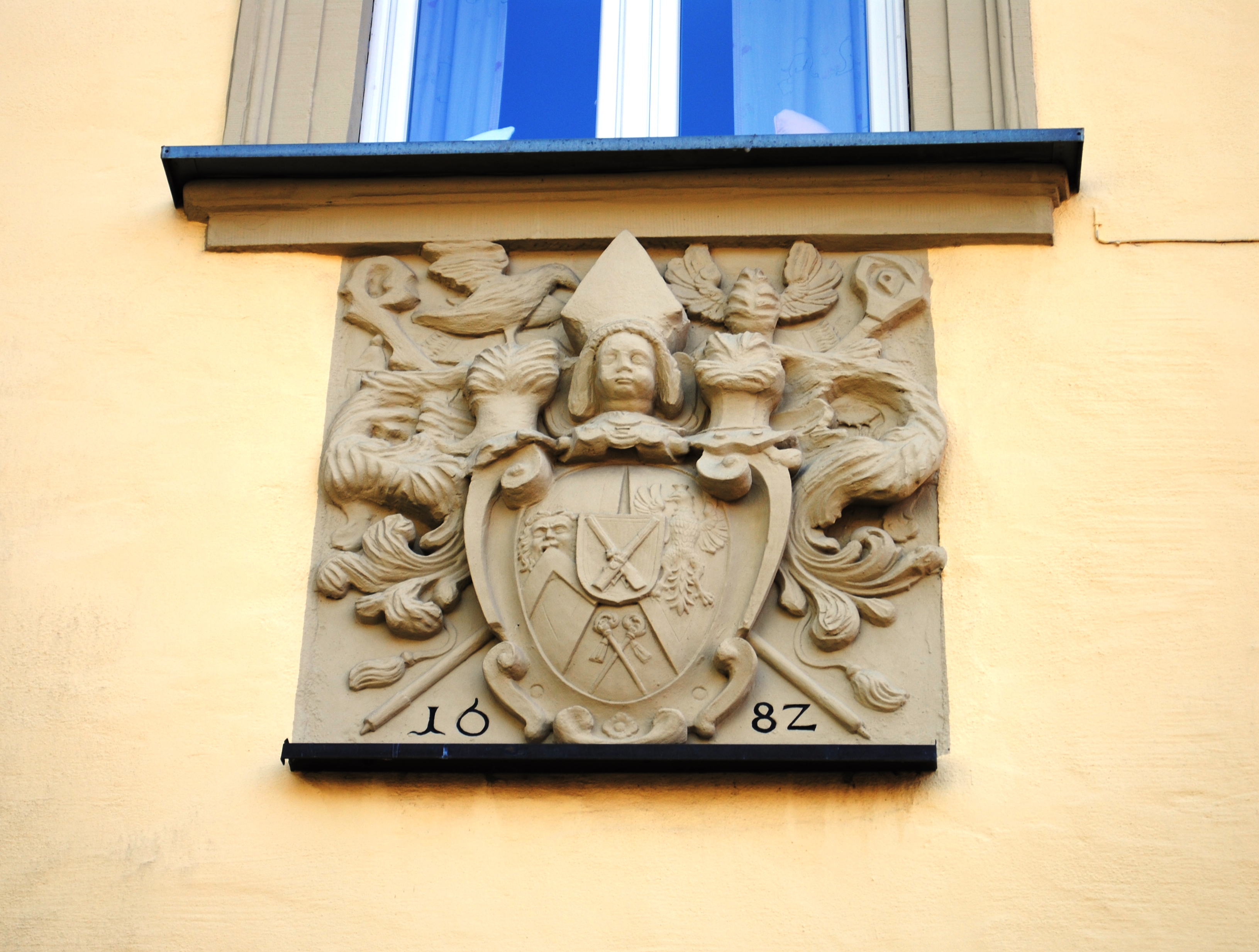
Das Wappen in Sommerach

Das Wappen des Abtes Plazidus Büchs zeigt zwei gekreuzte Gewehre. Die Farbgebung ist unbekannt. Es ist ein sprechendes Wappen und weist auf den Nachnamen Büchs hin. Variationen des Wappens finden sich an einem Siegel für Johann Philipp Fuchs von Dornheim zu Mainsondheim, daneben ist das Wappen im Kreuzgang der heutigen Abtei angebracht. Auch in Nordheim am Main und Sommerach findet sich das Wappen. Hier wurde es an Nebengebäude der jeweiligen Zehnthöfe befestigt.